# Lobsang Tenzin

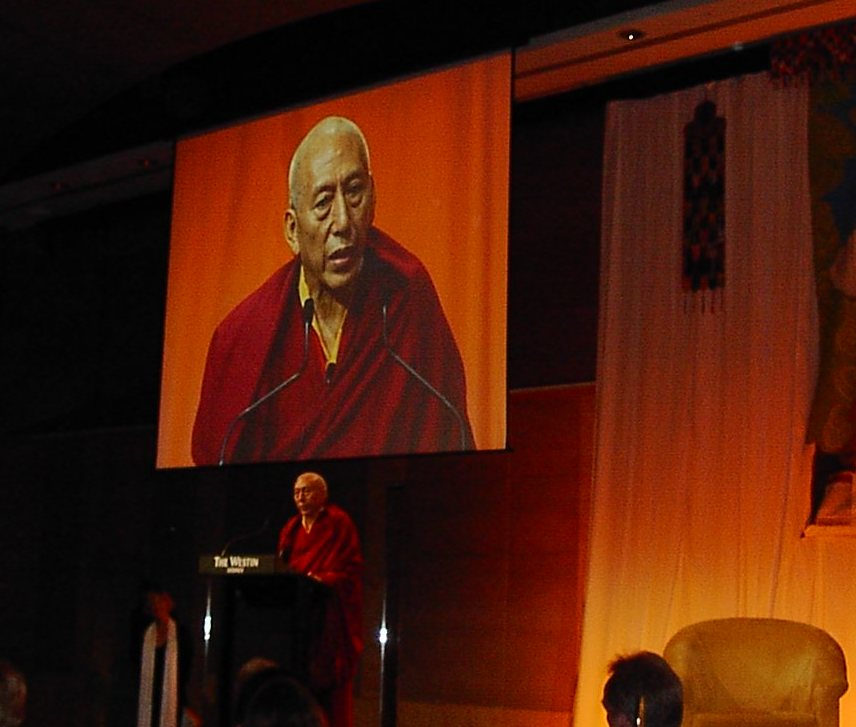
Lobsang Tenzin

Lobsang Tenzin, lepiej znany jako V Samdhong Rinpocze lub Czcigodny Profesor Samdhong Rinpocze (ur. 5 listopada 1939) – premier Centralnego Rządu Tybetańskiego (2001–2011), znajdującego się w Dharamsali w Indiach.
Blisko związany z Dalajlamą XIV. Na obecną funkcję został wybrany w 2001 r. W 2011 zastąpiony na stanowisku przez Lobsanga Sangaya.
Lobsang Tenzin urodził się w Jol, we wschodnim Tybecie. W wieku pięciu lat został rozpoznany jako inkarnacja IV Samdhonga Rinpocze. Intronizowany w klasztorze Gaden Dechenling w Jol. Dwa lata później przyjął śluby zakonne. Edukację rozpoczął w klasztorze Drepung w Lhasie, kontynuował w szkole buddyzmu Madhyamika. W 1959 r., po stłumieniu powstania w Tybecie, zbiegł do Indii z Dalajlamą XIV.